# James Semple
Pour les articles homonymes, voir Semple.
James Semple, né le 5 janvier 1798 et décédé le 20 décembre 1866, est un homme politique américain, membre du Parti démocrate et sénateur de l'Illinois de 1843 à 1847.